# Ожиріння
Ожирі́ння (також адипоцитоз від лат. adeps — жир, сало лат. cit- — клітина лат. os — приставка до хвороби, що вказує на неінфекційне або хронічне захворювання, також «розгладнення») — захворювання, за якого надлишковий накопичений жир у тілі несприятливо впливає на стан здоров'я, призводячи до зменшення середньої тривалості життя та/або збільшення проблем зі здоров'ям. Людину вважають хворою на ожиріння, якщо індекс маси тіла (ІМТ), показник, який можна обрахувати розділивши вагу людини у кілограмах на зведений у квадрат зріст людини в метрах, перевищує 30 кг/м2.
Ожиріння збільшує ризик виникнення різноманітних захворювань, таких як захворювання серця, діабет II типу, синдром обструктивного апное сну, деякі види онкологічних захворювань раку, остеоартриту, та астми. Частіше за все, ожиріння виникає внаслідок споживання їжі з високою енергетичною цінністю (калорійністю) у поєднанні з недостатньою фізичною активністю і фактором генетичної сприйнятливості, хоча в поодиноких випадках спостерігалось виникнення захворювання на тлі генетичних, ендокринних порушень, вживання медикаментів або психіатричних розладів. Існує недостатньо доказів того, що деякі люди з ожирінням їдять мало, проте набирають зайву вагу, завдяки сповільненому обміну речовин; загалом, огрядні люди витрачають більше енергії, ніж худорляві, через те, що для підтримання життєдіяльності тіла зі збільшеною вагою, треба витрачати більше енергії.
Ожиріння пов'язують із випадками передчасної смерті у всьому світі, з тенденцією збільшення розповсюдження серед дорослих і дітей, через що державні владні структури вважають цю проблему однією з найсерйозніших проблем охорони здоров'я XXI сторіччя.
Станом на 2016 рік, за даними Всесвітньої організації охорони здоров'я — 58,4 % українців старше 18 років мали зайву вагу, а 25 % страждали на ожиріння. Для прикладу, у 1990 році зайву вагу в Україні мало  48,9 % населення.
За даними ВООЗ (World Health Organization):
25–26% дорослого населення України мають ожиріння (індекс маси тіла (ІМТ) ≥ 30). Ще приблизно 35% мають надмірну вагу (ІМТ 25–29.9), що разом становить понад 60% дорослого населення із зайвою вагою. Серед дітей і підлітків (від 5 до 19 років) — близько 15% мають надлишкову масу тіла або ожиріння.
Для порівняння: США — понад 42% ожиріння; Німеччина — приблизно 23%; Польща — ~25%; Франція — ~17%;Японія — лише ~4%.
Раціональне харчування, дієта, фізичні вправи, інтервальне голодування — основні методи боротьби з ожирінням. Інтервальне голодування призводить до більшої втрати ваги, порівняно з дієтою з обмеженим вмістом калорій. Високоінтенсивне інтервальне тренування є найефективнішим типом фізичної активності для зменшення маси тіла.

## Класифікація
Ожиріння — це захворювання, за якого надлишок накопиченого жиру в тілі несприятливо впливає на стан здоров'я. Визначається за показником індексу маси тіла (ІМТ), і в подальшому оцінюється за показником розподілу жиру, що обчислюється за коефіцієнтом співвідношення талії/стегон, і загальним фактором ризику виникнення серцево-судинних захворювань. ІМТ безпосередньо пов'язаний як із показником процентного вмісту жиру в тілі, так і з загальною кількістю жиру в тілі.

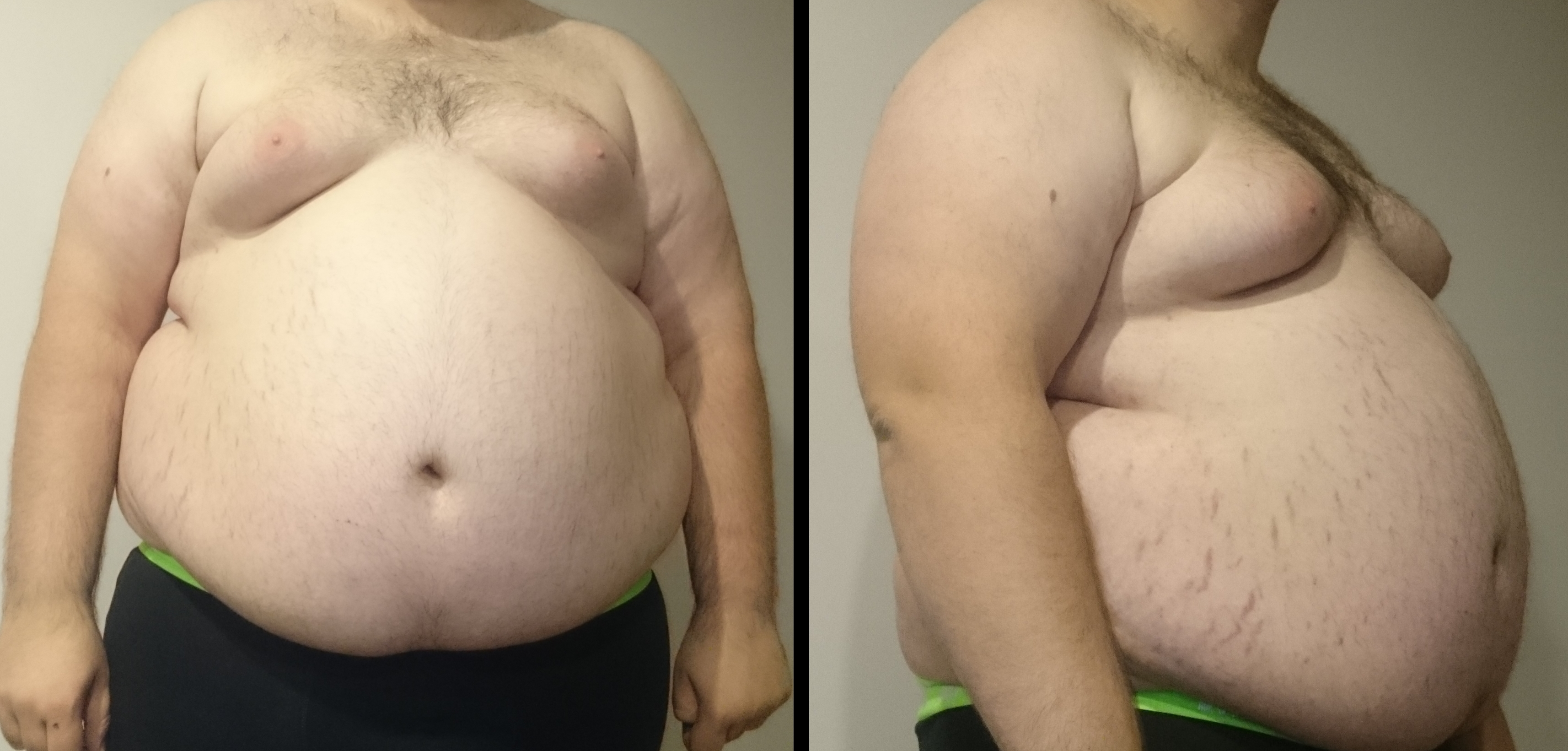
«Надзвичайно ожирілий» чоловік з ІМТ 47 кг/м^{2}: вага 146 кг (322 lb), зріст 177 см (5 футів 10 дюймів)

У дітей нормальна для здоров'я вага коливається залежно від віку і статі. Ожиріння у дітей і підлітків визначається не за певними цифрами, а у порівнянні з середніми показниками групи історичного контролю з ІМТ вище 95-го процентилю. Дані, за якими вираховуються ці процентилі, ґрунтуються на спостереженнях, зроблених з 1963 по 1994 роки, таким чином, на них не впливають дані про загальне збільшення ваги в останні роки.
| ІМТ       | Класифікація         |
| --------- | -------------------- |
| < 18,5    | недостатня вага      |
| 18,5–24,9 | нормальна вага       |
| 25,0–29,9 | надлишкова вага      |
| 30,0–34,9 | ожиріння I ступеню   |
| 35,0–39,9 | ожиріння II ступеню  |
| ≥40,0     | ожиріння III ступеню |

ІМТ визначається шляхом ділення маси тіла людини на зріст, зведений у квадрат, і зазвичай обраховується в одиницях метричної системи або в «американських одиницях».

Розповсюджені визначення, що були затверджені Всесвітньою організацією охорони здоров'я (ВООЗ) у 1997 році, і опубліковані 2000 року, містять показники, що відображені у таблиці праворуч.
Деякими джерелами були внесені певні зміни у визначення ВООЗ. Так у літературі з хірургії ожиріння третього ступеня поділяється на окремі категорії, точні значення яких поки що обговорюються.
- Будь-який ІМТ ≥35 або 40 називається «серйозним ожирінням»
- ІМТ ≥35 або 40–44,9 чи 49,9 називається «патологічним ожирінням»
- ІМТ ≥45 або 50 називається «надморбідним ожирінням»

Оскільки в азійських народів негативні для здоров'я наслідки виявляються за нижчих рівнів ІМТ, ніж у представників білої раси, в деяких країнах визначення ожиріння було переоцінене; японці визначають ожиріння, якщо показник ІМТ перевищує 25, тоді як у Китаї ожиріння діагностують при ІМТ більше 28.

## Вплив на здоров'я
Надлишкова вага супроводжується різними захворюваннями, а саме серцево-судинними захворюваннями, цукровим діабетом II типу, синдромом обструктивного апное сну, деякими видами раку, остеоартритом та астмою. Через це було визнано, що ожиріння спричинює зменшення середньої тривалості життя.

### Смертність
| |  |  |
| Відносний ризик смерті протягом 10 років для чоловіків (ліворуч) та жінок (праворуч) білої раси, які ніколи не палили, у США за ІМТ. |  |  |

Ожиріння є однією з головних причин передчасної смерті у всьому світі. Під час розлогих американських і європейських досліджень було виявлено, що ризик смертності найменший, коли ІМТ 20-25 кг/м2 для людей, які не палять, і 24–27 кг/м2 для курців. Зі зміною показника ІМТ у будь-який бік, ризик збільшується. ІМТ, що перевищує 32, пов'язують з подвійним рівнем смертності серед жінок за проміжок протягом 16-річного періоду. За підрахунками, в Сполучених Штатах ожиріння спричинює зростання з 111 909 до 365 000 смертей на рік, водночас у Європі 1 мільйон (7,7 %) смертей пов'язують з надлишковою вагою. Загалом, ожиріння призводить до скорочення середньої тривалості життя на строк від шести до семи років. Якщо показник ІМТ складає 30-35, середня тривалість життя зменшується на строк від двох до чотирьох років, а при крайньому ступені ожиріння (ІМТ>40) середня тривалість життя знижується на 10 років.

### Захворюваність
Ожиріння збільшує ризик багатьох фізичних і психічних хвороб. Ці супутні захворювання найчастіше проявляються як метаболічний синдром, сукупність медичних розладів, яка охоплює: цукровий діабет 2-го типу, підвищений кров'яний тиск, високий рівень холестерину в крові і високий рівень тригліцеридів.
Ускладнення можуть бути викликані безпосередньо ожирінням або непрямо зв'язані з ним через механізми, що мають спільну причину, наприклад, погане харчування або сидячий спосіб життя. Сила зв'язку між ожирінням і певним захворюванням буває різною. Одним із найдужчих, є зв'язок із діабетом 2-го типу. Надлишковий жир лежить в основі 64 % випадків діабету у чоловіків і 77 % випадків у жінок.
Наслідки для здоров'я поділяються на дві великі категорії: ті, що виникають внаслідок впливу збільшеної жирової маси (наприклад, остеоартрит, обструктивне апное сну, соціальна стигматизація) і ті, що пов'язані зі збільшенням кількості жирових клітин (діабет, рак, серцево-судинні захворювання, неалкогольна жирова дистрофія печінки). Збільшення жирових відкладень змінює реакцію організму на інсулін, що може викликати інсулінорезистентність. Збільшення жиру також створює прозапальний стан, і протромботичний стан .
| Розділ медицини                         | Захворювання | Розділ медицини                | Захворювання |
| --------------------------------------- | --- | ------------------------------ | --- |
| Кардіологія                             | - Ішемічна хвороба серця: стенокардія і інфаркт міокарда - застійна серцева недостатність - підвищений кров'яний тиск - аномальні рівні холестерину - тромбоз глибоких вен і легенева емболія | Дерматологія                   | - розтяжки - акантокератодермія - лимфедема - целюліт - гірсутизм - попрілості |
| Ендокринологія і Репродуктивна медицина | - цукровий діабет - синдром полікістозних яєчників - менструальні розлади - безпліддя - ускладнення під час вагітності - вроджені дефекти - внутрішньоутробна загибель плода                  | Шлунково-кишкові захворювання  | - гастроезофагеальна рефлексна хвороба - жирова хвороба печінки - холелітаз (камені в жовчному міхурі) |
| Неврологія                              | - інсульт - пареститична мералгія - мігрені - синдром зап'ястного каналу - деменція - ідіопатична внутрішньочерепна гіпертензія - розсіяний склероз                                           | Онкологія                      | - рак грудей, рак яєчників - рак стравоходу, колоректальний рак - рак печінки, рак підшлункової залози - рак жовчного міхура, рак шлунка - рак ендометрія, рак шийки матки - рак простати, рак нирок - неходжкинська лімфома, множинна мієлома |
| Психіатрія                              | - депресія у жінок - Соціальна стигматизація | Захворювання дихальної системи | - обструктивне апное сну - синдром гіповентиляції ожиріння - астма - більші ускладнення під час загальної анестезії |
| Ревматологія і Ортопедія                | - подагра - недостатня рухливість - остеоартрит - остеохондроз | Урологія і Нефрологія          | - еректильна дисфункція - нетримання сечі - хронічна ниркова недостатність - гипогонадизм - захований член |

### Парадокс виживання
Хоча негативні наслідки ожиріння для здоров'я населення в цілому, достатньо підтверджені наявними доказами, підсумки впливу на здоров'я в деяких підгрупах, по всьому, поліпшуються за підвищеного ІМТ — явище, відоме як парадокс виживання при ожирінні. Цей парадокс був вперше описаний 1999 року у людей з надмірною вагою і ожирінням, які проходили гемодіаліз, і згодом був виявлений у людей із серцевою недостатністю і захворюванням периферичних артерій (PAD).
У людей із серцевою недостатністю з ІМТ від 30,0 до 34,9 був нижчий рівень смертності, ніж у людей з нормальною вагою. Це було пов'язано з тим, що люди часто втрачають вагу у міру прогресування хвороби. Подібні результати було виявлено при інших типах хвороби серця. Люди з I стадією ожирінням і серцево-судинними захворюваннями мали не більші рівні подальших проблем із серцем, ніж люди з нормальною вагою, які також мають серцево-судинні захворювання. Проте у людей зі значною стадією ожиріння ризик подальших небажаних явищ збільшується. Навіть після серцевого шунтування жодного збільшення смертності не спостерігається за надмірної ваги й ожиріння. В одному дослідженні було виявлено, що поліпшення виживаності можна пояснити більш агресивним лікуванням, що його отримують люди, які страждають від ожиріння після кардіального явища. В іншому було виявлено, що якщо взяти до уваги хронічне обструктивне захворювання легень (ХОЗЛ) у пацієнтів з PAD, вигода від ожиріння зникає.

## Причини
На особистому рівні поясненням причини більшості випадків ожиріння, вважається споживання надмірної кількості енергії з їжею у поєднанні з недостатньою фізичною активністю. В окремих випадках ожиріння пов'язане з генетичними чинниками, проблемами зі здоров'ям або психіатричним захворюванням. На противагу цьому, підвищення рівня захворюваності на ожиріння на суспільному рівні вважається пов'язаним з тим, що їжу легко отримати і що вона є апетитною, а також із підвищеним користуванням автомобілями та механізованим виробництвом.
Аналіз, проведений 2006 року, виявив ще десять можливих чинників зростання рівня ожиріння, що відбувається останнім часом: (1) недостатній сон, (2) чинники ендокринного порушення (забрудники навколишнього середовища, які порушують метаболізм ліпідів), (3) знижена варіативність температури середовища у приміщенні, (4) зниження рівню паління, тому що паління пригнічує апетит, (5) підвищене вживання медичних препаратів, які можуть спричинити підвищення ваги тіла (наприклад, атипові нейролептики), (6) пропорційне збільшення серед етнічних та вікових груп, які схильні до підвищеної ваги тіла, (7) вагітність у пізнішому віці (що може стати причиною схильності дітей до ожиріння), (8) епігенетичні чинники ризику, які передаються через покоління, (9) природний відбір на перевагу вищого ІМТ, (10) асортативне схрещування, яке призводить до підвищеної концентрації факторів ризику, пов'язаних з ожирінням (це призводить до підвищення кількості осіб з ожирінням через збільшення дисперсії ваги серед всього населення). При тому, що існують істотні свідчення на підтримку впливу цих механізмів на підвищене превалювання ожиріння, ці свідчення все ще є непереконливими, і автори зазначають, що ці свідчення є, можливо, менш впливовими, ніж ті, які було обговорено у попередньому розділі.

### Харчування
| |                                                         |  |
| Мапа доступності енергії з їжі на людину на день у 1961 році (ліворуч) і 2001–2003 роках (праворуч) у ккал/людина/день. \| no data <1600 1600–1800 1800–2000 2000–2200 2200–2400 2400–2600 \| 2600–2800 2800–3000 3000–3200 3200–3400 3400–3600 >3600 \| |                                                         |  |
| no data <1600 1600–1800 1800–2000 2000–2200 2200–2400 2400–2600 | 2600–2800 2800–3000 3000–3200 3200–3400 3400–3600 >3600 |  |

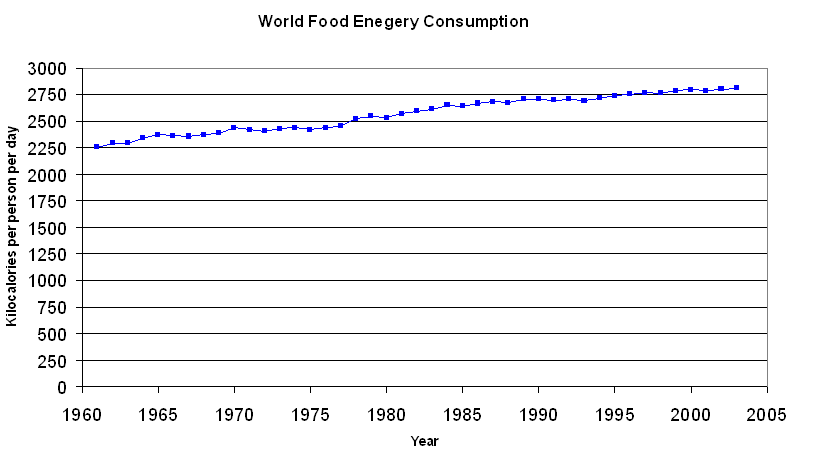
Середнє споживання енергії на особу у світі з 1961 по 2002 рік.

Кількість енергії, яку споживають з їжі на одну особу, має значні відмінності в залежності від регіону та країни. Цей показник також значно змінився з часом. Від початку 1970-х років до кінця 1990-х середня кількість доступних калорій на особу на день (кількість купленої їжі) підвищилася в усіх частинах світу, окрім Східної Європи. Найвища доступність їжі була у США: 3654 калорії на особу у 1996 році. Ця цифра у 2003 році зросла до 3754 калорій. Наприкінці 1990-х років європейці споживали 3394 калорії на особу; у тих регіонах Азії, що розвивалися, кількість калорій на особу становила 2648, а в Субсахарській Африці — 2176 калорій на особу. Було виявлено, що сукупне споживання калорій пов'язане з ожирінням.
Широка доступність вказівок щодо харчування виявилася не дуже ефективною для боротьби з проблемами переїдання та неправильним вибором продуктів харчування. З 1971 по 2000 рік рівень ожиріння у США зріс з 14,5 % до 30,9 %. У той самий період відбулося зростання кількості спожитої їжі. Середнє підвищення споживання їжі серед жінок становило 335 калорій на день (1542 калорії у 1971 році та 1877 калорій у 2004 році), у той час як серед чоловіків споживання зросло на 168 калорій на день (2450 калорій у 1971 році та 2618 калорій у 2004 році). Більшість зайвої енергії, що її споживають з їжею, походить від споживання вуглеводів, а не жиру. Головним джерелом цих зайвих вуглеводів є цукровмісні напої, які наразі складають майже 25 % усієї енергії, що її споживають молоді люди в Америці на день, а також картопляні чипси. Споживання солодких напоїв вважається одним із чинників підвищення рівнів ожиріння.
По мірі того, як суспільства стають все більш залежними від їжі, яка є висококалорійною, подається великими порціями або їжі швидкого приготування, зв'язок між споживанням фаст-фуду та ожирінням турбує все більше. У Сполучених Штатах споживання фаст-фуду потроїлося, а споживання енергії з цією їжею збільшилося учетверо з 1977 по 1995 рік.
Сільськогосподарська політика та сільськогосподарські методи у США та Європі призвели до зниження цін на продукти харчування. У США субсидії на кукурудзу, сою, пшеницю та рис через Закон США про ферми зробили основні джерела для вироблення продуктів, які пройшли попередню обробку, дешевшими у порівнянні з фруктами та овочами.
Люди, які мають ожиріння, постійно надають нижчі показники власного споживання їжі, ніж люди, які мають нормальну вагу. Це підтверджується перевірками людей у кімнаті з калориметром, а також за допомогою прямого спостереження.

### Сидячий спосіб життя
Сидячий спосіб відіграє значну роль у проблемі ожиріння. По всьому світові спостерігається значний зсув до роботи, яка потребує меншого фізичного навантаження, і зараз принаймні 60 % населення світу не має достатнього фізичного навантаження. Це пов'язано головним чином з підвищеним використанням механізованого транспортування та все більшим превалюванням технологій, які дозволяють зменшити фізичне навантаження вдома. Спостерігається зменшення фізичної активності у дітей через брак ходіння пішки та фізкультури. Світові тенденції щодо фізичної активності під час активного дозвілля є менш чітко визначеними. Всесвітня організація охорони здоров'я вказує на те, що люди по всьому світові обирають менш активні способи проведення дозвілля, у той час як дослідження, яке проводилося у Фінляндії, показало підвищення активності, а дослідження у США виявило, що значних змін у фізичній активності під час дозвілля не відбулося.
Як у дітей, так і у дорослих спостерігається зв'язок між часом, який вони проводять, дивлячись телевізор, та ризиком захворювання на ожиріння. В ході одного аналізу було виявлено, що 63 з 73 досліджень (86 %) показали підвищення ожиріння серед дітей разом із підвищеним впливу засобів масової інформації, причому рівні підвищувалися пропорційно до часу, який діти проводили, дивлячись телевізор.

### Генетика

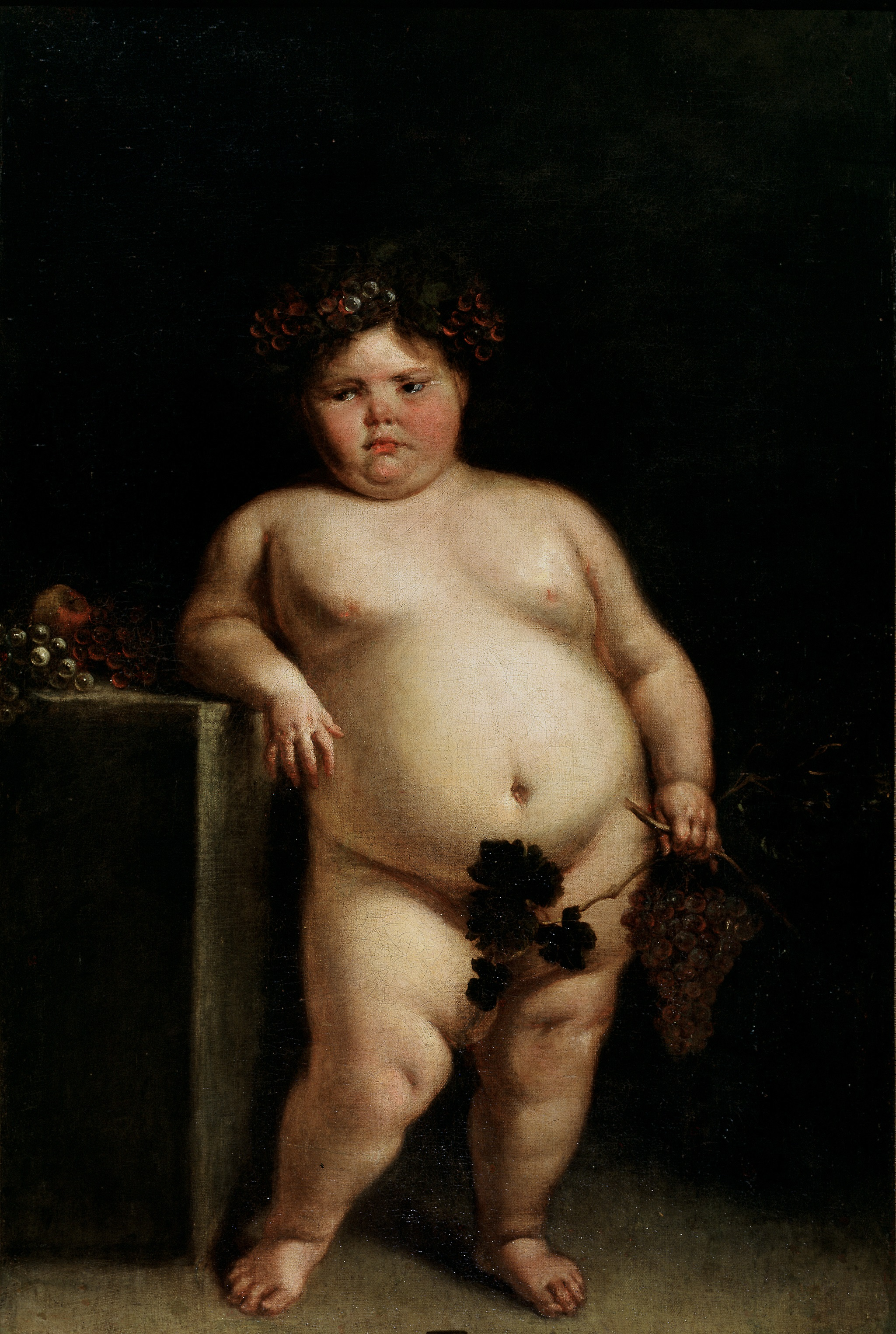
Картина, яку намальовано у 1680 Хуаном Каррено де Міранда, на якій зображено дівчину, яка, як вважається, мала синдром Прадера — Віллі

Як і багато інших хвороб, ожиріння є результатом взаємодії генетичних і зовнішніх чинників. Поліморфізми у різноманітних генах, які контролюють апетит та метаболізм, створюють схильність до ожиріння, коли достатньо енергії споживається з їжею. Станом на 2006 рік було виявлено більше, ніж 41 центр генетичних зв'язків, пов'язаних із розвитком ожиріння за наявності сприятливого середовища. Було виявлено, що люди з двома копіями гена FTO (ген, пов'язаний з масою жиру та ожиріння), у середньому важать на 3—4 кг більше та мають в 1,67 разів вищий ризик ожиріння порівняно з тими, які не мають алелів з таким ризиком. Процент ожиріння, який можна віднести на рахунок генетичних факторів, складає від 6 до 85 % залежно від досліджуваної популяції.
Ожиріння є основним проявом кількох синдромів, таких як синдром Прадера-Віллі, синдром Барде-Бідля, синдром Коена, синдром МОМО, синдром Алстрема тощо. (Термін «не синдромне ожиріння» подекуди використовується для виключення цих патологій.) У людей з раннім проявом сильного ожиріння (визначається як прояв у віці до 10 років та індекс маси тіла більше, ніж 3 середніх відхилення від нормального), 7 % мають одноточечну мутацію ДНК.
Дослідження, які зосереджувалися більше на успадкуванні наборів, ніж на окремих генах, виявили, що 80 % нащадків двох батьків, які мали ожиріння, страждали від ожиріння, на противагу менш, ніж 10 % нащадків двох батьків, які мали нормальну вагу.
Гіпотеза «ощадливого гену» стверджує, що через нестачу їжі протягом еволюції людства люди схильні до ожиріння. Їхнє вміння скористатися з рідкісних періодів, коли їжа була в надлишку, шляхом запасання енергії у вигляді жиру ставала при нагоді за часів дефіциту їжі, й особи з більшими жировими резервами мали більше шансів пережити голод. Проте ця схильність до запасання жиру буде негативною у суспільствах, де постачання їжі є стабільним. Цю теорію було піддано суворій критиці у багатьох аспектах. Також було запропоновано інші еволюційні теорії, такі, як гіпотеза хуртовинного гену та гіпотеза ощадливого фенотипу.

### Інші хвороби
Деякі фізичні та розумові хвороби, а також медичні препарати, що застосовуються для їхнього лікування, можуть підвищити ризик виникнення ожиріння. До хвороб, які можуть підвищити ризик виникнення ожиріння, відносяться кілька рідкісних генетичних синдромів (перелічених вище), а також деякі вроджені або надбані хвороби: гіпотиреоз, синдром Іценко-Кушинга і недостатність гормону росту та порушення харчування: булімія та споживання їжі вночі. Проте ожиріння не вважається психіатричним порушенням, і тому його не включено у DSM-IVR як психіатричну хворобу. Ризик надбання надмірної ваги та ожиріння є вищим у пацієнтів з психіатричними порушеннями, ніж у осіб без психіатричних порушень.
Деякі медичні препарати можуть викликати підвищення ваги тіла або зміни у конституції тіла. До таких препаратів відносять інсулін, препарати з сульфонілсечовиною, тіазолідіндіони, атипові нейролептики, антидепресанти,стероїди, деякі протисудомні препарати (фенітоїн та вальпроат), пізотифен і деякі форми гормональної контрацепції.

### Соціальні чинники
Вплив генетичних факторів відіграє важливу роль у розумінні ожиріння, проте він не пояснює сучасне різке зростання, яке спостерігається в окремих країнах або загалом у світі. Хоча загальноприйнятою є точка зору про те, що споживання енергії у кількості, яка переважає енергетичні витрати, призводить до ожиріння окремих осіб, навколо причини зсувів у цих двох чинниках у масштабі суспільства точиться багато дискусій. Є кілька теорій щодо цих причин, але більшість сходиться на тому, що причиною є поєднання кількох факторів.
Кореляція між соціальною верствою та ІМТ є дуже різною в залежності від регіону. Аналіз, проведений у 1989 році, виявив, що у розвинених країнах жінки з вищих класів мали менше схильності до ожиріння. Серед чоловіків, які належали до різних соціальних класів, значних відмінностей знайдено не було. У країнах, що розвиваються, жінки, чоловіки та діти з вищих класів мали вищий рівень ожиріння. Оновлення цього аналізу, проведену у 2007 році, виявило такі самі відношення, але цього разу вони були менш вираженими. Зменшення сили кореляції було віднесено на користь ефекту глобалізації. У розвинених країнах рівень ожиріння дорослих та процент дітей-підлітків, які мають надмірну вагу, корелюється з економічною нерівністю. Схоже відношення спостерігається у Сполучених Штатах: більша кількість дорослих має ожиріння, навіть серед вищих класів суспільства, у тих штатах, в яких більше соціальної нерівності.
Пропонувалося багато пояснень на користь зв'язку між ІМТ та суспільним положенням. Вважається, що у розвинених країнах заможні люди можуть дозволити більш поживну їжу, вони також перебувають під більшим суспільним тиском щодо того, щоб залишатися стрункими, та мають більше можливостей разом із більшими очікуваннями щодо власної фізичної форми. У нерозвинених країнах можливість дозволити собі їжу, великі витрати енергії на фізичну працю та культурні цінності, які надають перевагу більшому розміру тіла, вважаються чинниками, що впливають на ті закономірності, що спостерігаються. Відношення до маси тіла, що виказують люди, які оточують людину, також може відігравати роль у питанні ожиріння. Кореляцію зі змінами ІМТ з часом виявляли серед друзів, братів та сестер, а також у подружжів. Вважається, що стрес та суспільний статус, що сприймається, як низький, підвищують ризик виникнення ожиріння.
Паління має значний вплив на вагу людини. Ті, хто кидають палити, набирають у середньому 4,4 кілограми (9,7 фунтів) для чоловіків та 5,0 кілограмів (11,0 фунтів) для жінок протягом десяти років. Проте зміна рівню паління мала невеликий ефект на загальний рівень ожиріння.
У Сполучених Штатах існує зв'язок між тим, скільки дітей має особа, та ризиком викинення ожиріння. Цей ризик для жінки підвищується на 7 % з кожною дитиною, тоді як для чоловіка — на 4 % з кожною дитиною. Це частково пояснюється тим, що наявність дітей на утриманні зменшує фізичну активність батьків на Заході.
У країнах, що розвиваються, у підвищенні рівнів ожиріння відіграє роль урбанізація. У Китаї загальний рівень ожиріння нижче 5 %, проте у кількох містах рівень ожиріння вище 20 %.
Недоїдання в дитинстві вважається одним із чинників підвищення рівню ожиріння у країнах, що розвиваються. Ендокринні зміні, які відбуваються у періоди недоїдання, можуть спричиняти запасання жиру, як тільки з'являється більше їжі.
Чисельні дослідження підтверджують, що ожиріння пов'язане з когнітивними розладами; це також підтверджується даними когнітивної епідеміології. Наразі невідомо, чи ожиріння є причиною когнітивних розладів, а чи навпаки.

### Збудники інфекції
Дослідження впливу збудників інфекції на метаболізм досі перебувають у початковій стадії. З'ясувалося, що у худих та огрядних людей різна кишкова флора. Є вказівки на те, що кишкова флора в огрядних та худих людей може впливати на потенціал метаболізму. Вважається, що ця помітна зміна потенціалу метаболізму надає більшої можливості для накопичення енергії, що робить свій внесок у виникнення ожиріння. Поки що достеменно не встановлено, чи є ці відмінності прямою причиною ожиріння, а чи його наслідком.
Зв'язок між вірусами та ожирінням було виявлено у людей та кількох видів тварин. Поки що не встановлено, наскільки великим є вплив цього зв'язку на підвищення рівнів ожиріння.

## Патофізіологія

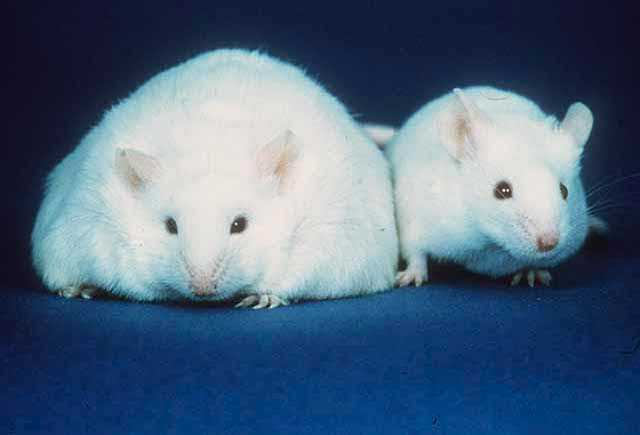
Порівняння миші, чий організм нездатний продукувати лептин, в результаті чого виникає ожиріння (ліворуч), і нормальної миші (праворуч)

Флієр підсумував багато можливих патофізіологічних механізмів, що задіяні у розвитку та збереженні стану ожиріння. Ця сфера досліджень була закритою до відкриття лептину у 1994 році. Після його відкриття було виявлено багато інших гормональних механізмів, що беруть участь у регуляції апетиту і прийомів їжі, схемах розподілу жирової тканини і розвитку інсулінорезистентності. Після відкриття лептину вивчалися грелін, інсулін, орексин, PYY 3-36, холецистокинін, адипонектин, а також багато інших медіаторів. Адипокіни — це медіатори, що виробляються жировою тканиною; їхня дія, як вважають, впливає на багато пов'язаних із ожирінням захворювань.
Вважається, що лептин і грелін доповнюють один одного в своєму впливі на апетит, причому грелін, що виробляється шлунком, модулює короткостроковий контроль апетиту (тобто, наказує їсти, коли шлунок порожній, і припиняти їсти, коли шлунок розтягується). Лептин виробляється жировою тканиною, щоб сигналізувати про жирові запаси, які накопичуються в організмі, і є медіатором довгострокового контролю апетиту (тобто, наказує їсти більше, коли запаси жиру низькі, і менше, коли запаси жиру великі). Хоча прийом лептину може бути ефективним для невеликої групи осіб, що страждають від ожиріння і мають дефіцит лептину, вважається, що у більшості гладких людей розвивається резистентність до лептину і було виявлено високі рівні лептину. Ця резистентність, як вважають, частково пояснює, чому прийом лептину виявився неефективним у придушенні апетиту в більшості людей, що страждають від ожиріння.

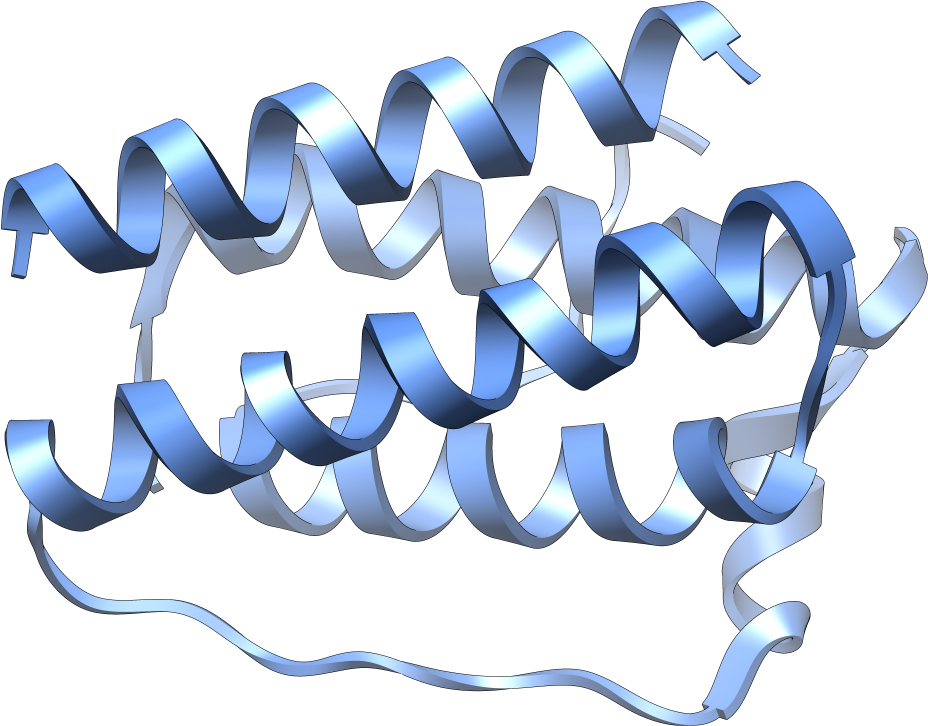
Графічне зображення молекули лептину

Тим часом як лептин і грелін виробляються периферійно, вони контролюють апетит, діючи на центральну нервову систему. Зокрема, вони й інші пов'язані з ними гормони апетиту, діють на гіпоталамус, область мозку, що відповідає за регуляцію приймання їжі і витрату енергії. Існує кілька ділянок в гіпоталамусі, які сприяють його ролі в регулюванні апетиту, шлях меланокортину є найбільш добре вивченим. Ділянка починається в області гіпоталамуса, що називається дугоподібне ядро, що має виходи до латерального гіпоталамуса (ЛГ) та вентромедіального гіпоталамуса (ВМГ), центрів живлення та ситості мозку, відповідно.
Дугоподібне ядро містить дві різні групи нейронів. Перша група співекспресує нейропептид Y (NPY) та агуті-пов'язаний пептид (AgRP) і має стимулюючий вплив на ЛГ та інгібіторний вплив на ВМГ. Друга група співекспресує про-опіомеланокортін (РОМС) і транскрипт, що регулюється амфетаміном і кокаїном (CART) і має стимулюючий вплив на ВМГ та інгібує ЛГ. Отже, нейрони NPY/AgRP заохочують живлення і пригнічують відчуття ситості, а нейрони РОМС/CART стимулюють відчуття ситості і пригнічують живлення. Обидві групи нейронів дугоподібного ядра регулюються частково лептином. Лептин пригнічує групу NPY/AGRP, та одночасно заохочує групу РОМС/CART. Таким чином дефіцит сигналювання лептину через брак лептину або резистентність до нього, призводить до переїдання і може спричинити певні генетичні та набуті форми ожиріння.
Арахідонова кислота, яка міститься у крові й м'язовій тканині, є важливою поліненасиченою жирною кислотою, зміна концентрації якої часто асоційована із розвитком резистентності до інсуліну при ожиріння. Надлишок у тканинах арахідонової кислоти призводить до посилення запальних процесів й підвищує схильність до декотрих захворювань. 

## Охорона здоров'я
Всесвітня організація охорони здоровʼя (ВООЗ) передбачає, що надмірна вага і ожиріння можуть незабаром замінити більш традиційні проблеми громадської охорони здоров'я, такі як недоїдання та інфекційні захворювання, як найбільш значущі причини поганого здоров'я. Ожиріння є проблемою громадської охорони здоров'я і політики через його поширення, витрати на нього і наслідки для здоров'я.
За даними ВООЗ 2016 року у світі 39 % людей віком від 18 років мають надмірну вагу, 13 % страждають ожирінням.
Зусилля громадської охорони здоров'я спрямовані на виявлення і виправлення екологічних факторів, відповідальних за зростання поширеності ожиріння серед населення. Рішення передбачають зміни чинників, які викликають надмірне споживання енергії з продуктів харчування і перешкоджають фізичній активності. Ці заходи охоплюють програми харчування у школах, що фінансуються з федерального бюджету, обмеження прямого маркетингу нездорової їжі серед дітей і зниження доступу до підсолоджених цукром напоїв у школах. Під час побудови міського середовища, були зроблені заходи з розширення доступу до парків і розроблення пішохідних маршрутів.
Багато країн і груп опублікували звіти, що стосуються ожиріння. 1998 року, було опубліковано перше Федеральне керівництво США під назвою «Клінічні протоколи виявлення, оцінки та лікування надмірної ваги і ожиріння у дорослих: доказовий звіт» . 2006 року Канадська мережа з питань ожиріння оприлюднила «Канадські клінічні практичні рекомендації (КПР) з лікування і профілактики ожиріння у дорослих і дітей». Це — комплексне керівництво на основі фактичних даних, присвячене лікуванню і профілактиці надмірної ваги й ожиріння у дорослих і дітей.
2004 року Королівський коледж лікарів, Факультет суспільної охорони здоров'я і Королівський коледж педіатрії та дитячого здоров'я Великої Британії, випустили доповідь «Накопичення проблем», в якому розглядається зростаюча проблема ожиріння у Великій Британії. Того ж року, Спеціальний комітет з питань охорони здоров'я Палати громад поширив «найбільш повне розслідування […] всіх часів» про вплив ожиріння на здоров'я і суспільство у Великій Британії і можливі шляхи вирішення проблеми. У 2006 році Національний інститут охорони здоров'я та якості медичної допомоги (NICE) видав директиву щодо діагностики та лікування ожиріння, а також висновків для немедичних організацій, таких як місцеві ради. Звіт від 2007 року, підготовлений сером Дереком Уонлессом для Королівського фонду, містив попередження про те, що якщо не вжити заходів, ожиріння може фінансово паралізувати Національну службу охорони здоровʼя.
Ведеться пошук сукупних підходів для вирішення проблеми зростання рівня ожиріння. Низка політик протидії ожиріння (OPA), поділяється на: політики першого, другого та третього етапу. Політики першого етапу націлені на зміни суспільства, політики другого етапу націлені на зміни поведінки людей для запобігання ожирінню, а політики третього етапу спрямовані на лікування людей, що страждають від ожиріння.

## Лікування
Див. також — Раціональне харчування, Здорове харчування, Інтервальне голодування, Високоінтенсивне інтервальне тренування, Здоровий спосіб життя, засоби для лікування ожиріння.

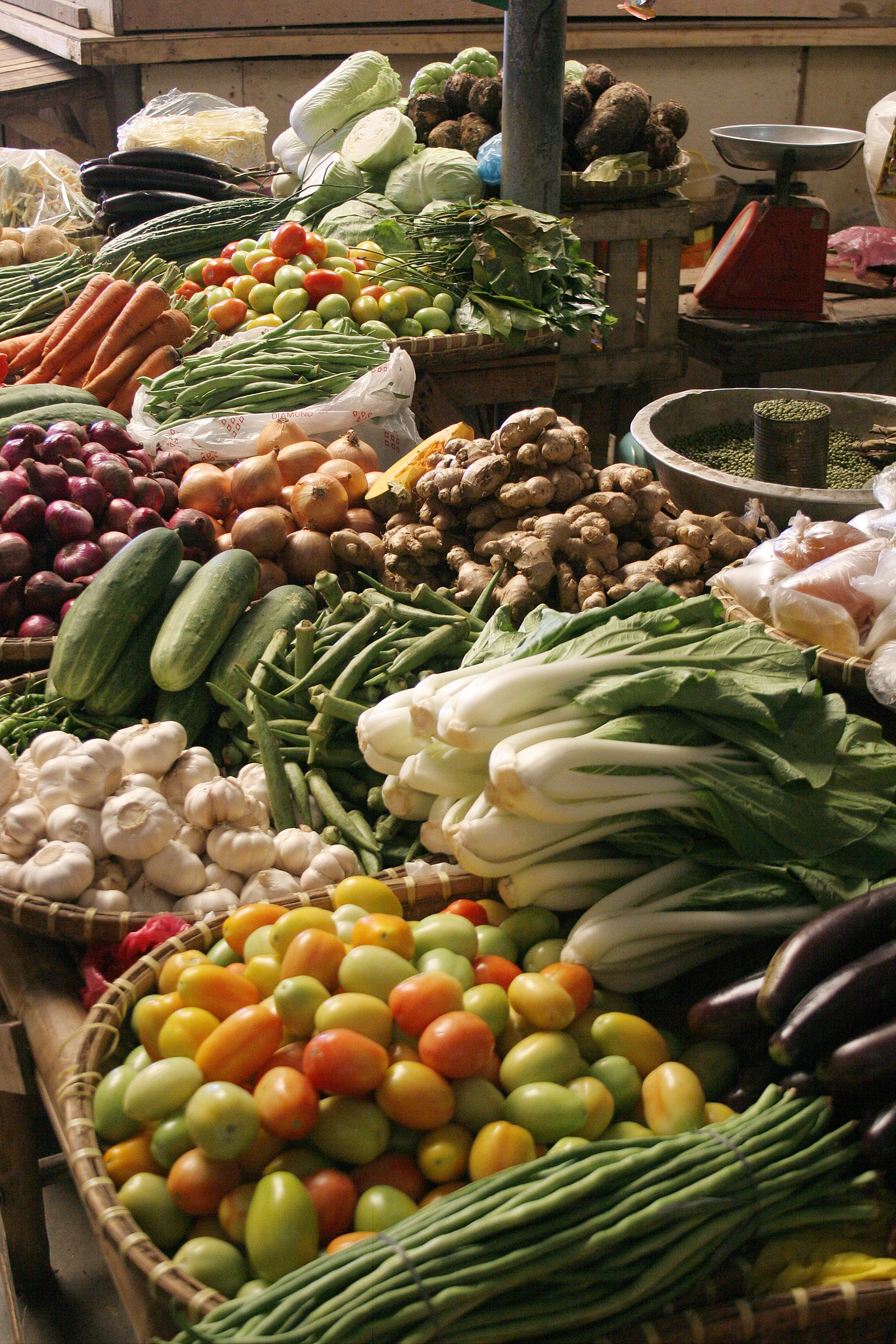
Впровадження раціонального харчування в звичний спосіб життя є основною умовою нормалізації ваги

Основне лікування самого ожиріння складається з корекції звичок харчування, дієти і фізичних вправ. Програми дієт можуть призвести до нормальзації ваги в короткостроковій перспективі, але підтримання цієї ваги може бути важким і потребувати корекції способу життя та звичок харчування. Рівні успішної довгострокової підтримки втрати ваги зі зміною способу життя є низькими і складають 2-20 %. Дієти і зміни способу життя є ефективними для обмеження надмірного збільшення ваги під час вагітності і поліпшення наслідків для здоровʼя як матері, так і дитини.
Інтервальне голодування може допомогти при ожирінні, інсулінорезистентності (і, як наслідок, метаболічному синдромі та цукровому діабеті II типу) і дисліпідемії. Огляд 2022 року показав, що періодичне голодування загалом безпечне. Інтервальне голодування призводить до більшої втрати ваги, порівнянно з дієтою з обмеженим вмістом калорій. Більшість досліджень із періодичним голодуванням у людей спостерігали втрату ваги в діапазоні від 2,5% до 9,9%.

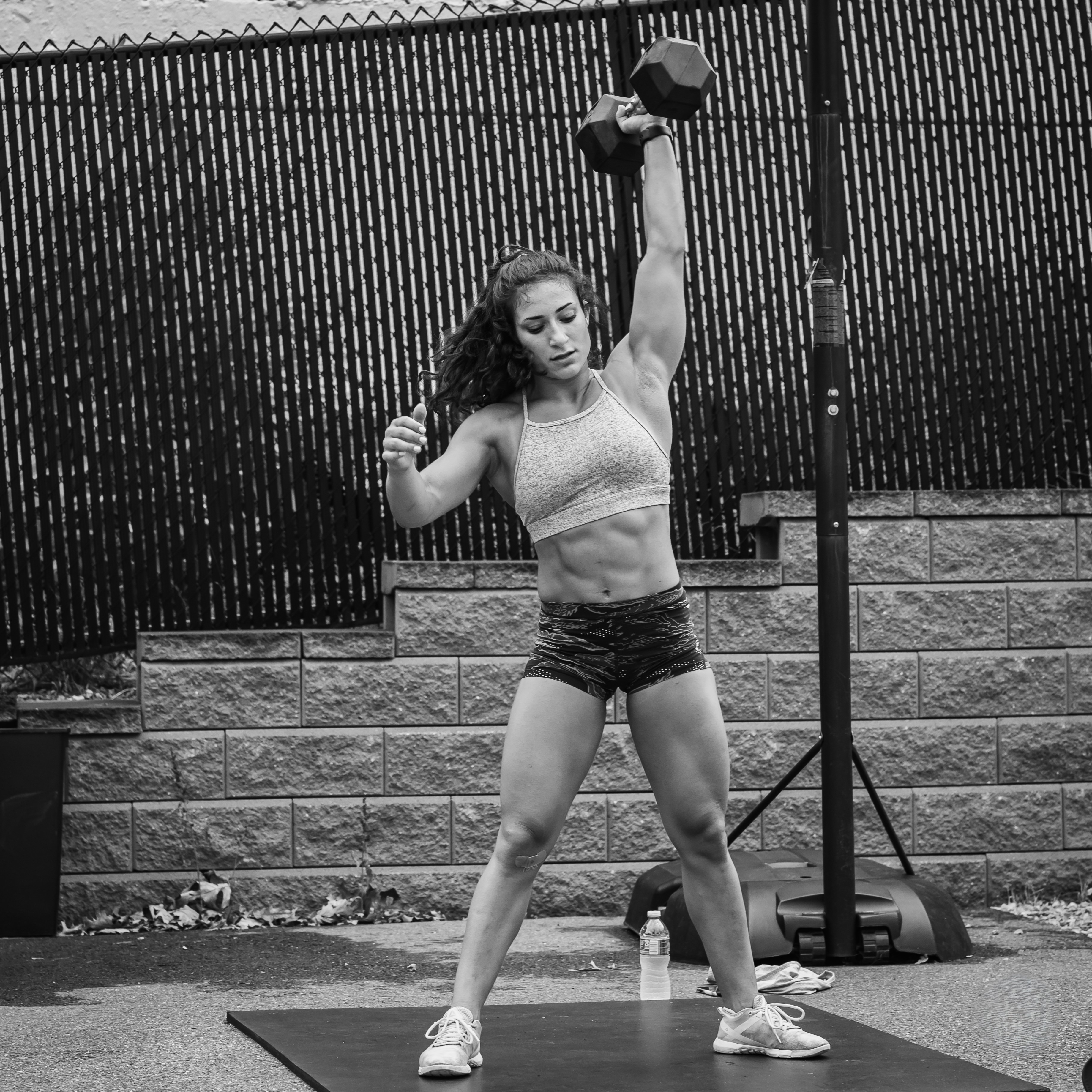
Високоінтенсивне інтервальне тренування є найефективнішим типом тренувань для зменшення маси тіла.
Медикаментозна терапія назначається після відсутності ефекти від корекції способу життя, впровадження раціонального харчування, дієти та регулярної адекватної фізичної активності. 
Станом на 2025 рік семаглутид (Оземпік і Вегові) і тирзепатид (Мунжаро) є найбільш ефективними схваленими ліками для тривалого використання, більшість пацієнтів втрачають 10-15% вихідної ваги протягом року. Їх головним недоліком є висока вартість. 
Орлістат (ксенікал), є наразі широко доступним і схваленим для тривалого використання. Втрата ваги, проте, є незначною, і складає в середньому 2,9  кг (6,4 фунтів) протягом 1-4 років; також існує дуже мало інформації про те, як ці препарати впливають на довгострокові ускладнення ожиріння. Його використання пов'язане з високим рівнем шлунково-кишкових побічних ефектів і проблемами, пов'язаними із негативним впливом на нирки. Існують іще два препарати. Лоркасерін (Белвік) призводить до втрати в середньому на 3,1  кг (3 % від маси тіла) більше, ніж плацебо протягом року. Комбінація фентерміну і топірамату (Qsymia) також має певну ефективність.
Найбільш радикальним засобом для лікування ожиріння є баріатрична хірургія. Якщо ефект від дієт, вправ і медикаментозного лікування не спостерігається, допомогти може внутрішньошлунковий балон або хірургічна операція для зменшення об'єму шлунку та/або довжини кишок, внаслідок чого виникає раннє відчуття ситості, а також зменшується засвоюваність поживних речовин з їжі. Баріатрична хірургія для ожиріння високих ступенів пов'язана з довгостроковою втратою ваги і зниженням загальної смертності. Одне дослідження показало втрату ваги на 14-25 % (залежно від типу проведеної процедури) протягом 10 років і зменшення на 29 % загальної смертності порівняно зі стандартними заходами зі зниження ваги. Однак, через вартість та ризик ускладнень хірургічного втручання, дослідники шукають інших ефективних і менш інвазивних процедур.
Збільшення споживання поліненасичених жирних кислот прискорює втрату маси тіла й здійснює позитивний вплив на стан людини. Механізм, посередництвом якого збільшення вживання поліненасичених жирних кислот може покращити індекс маси тіла й загальний стан організму людини, заснований, ймовірно, на зміні експресії генів, які відповідають за обмін речовин. Вважається, що під впливом поліненасичених жирних кислот значно підвищується рівень окиснення жирів у жировій тканині печінки, серця, скелетній мускулатурі, а також зменшується відкладення жирів. Висока концентрація кон'юґованої лінолевої кислоти призводить до суттєвого зменшення жирової маси тіла. 

## Епідеміологія
| |                      |                      |                    |
| Рівень захворюваності на ожиріння у світі серед чоловіків (ліворуч) та жінок (праворуч). \| <5% 5–10% 10–15% \| 15–20% 20–25% 25–30% \| 30–35% 35–40% 40–45% \| 45–50% 50–55% >55% \| |                      |                      |                    |
| <5% 5–10% 10–15% | 15–20% 20–25% 25–30% | 30–35% 35–40% 40–45% | 45–50% 50–55% >55% |

До ХХ століття ожиріння зустрічалося рідко; у 1997 році ВООЗ офіційно визнала глобальну епідемію ожиріння. Станом на 2005 рік, за даними ВООЗ, принаймні 400 мільйонів дорослих (9,8 %) страждають на ожиріння, причому серед жінок відсоток хворих на ожиріння вищий, ніж серед чоловіків. Відсоток хворих на ожиріння також підвищується з віком, принаймні до 50 або 60 років, а кількість людей, що мають серйозне ожиріння, у Сполучених Штатах, Австралії та Канаді росте швидше, ніж кількість хворих на ожиріння в цілому.
Ожиріння, яке колись вважали проблемою лише країн, населення яких має високі доходи, наразі добирає росту по всьому світові і вражає як розвинуті країни, так і країни, що розвиваються. Це підвищення рівня захворюваності найбільше відчувається серед міського населення. Єдиним регіоном, який залишається не ураженим ожирінням, є Субсахарська Африка.

## Історія

### Етимологія
Ожиріння походить від латинського obesitas, що означає «гладкий», «товстий» або «пухлий». Ēsus є дієприкметником минулого часу від дієслова edere («їсти») з додаванням ob («надмірно»). Оксфордський словник англійської мови вказує, що це слово вперше було використано у 1611 році Рендлом Котґрейвом.

### Історичні тенденції

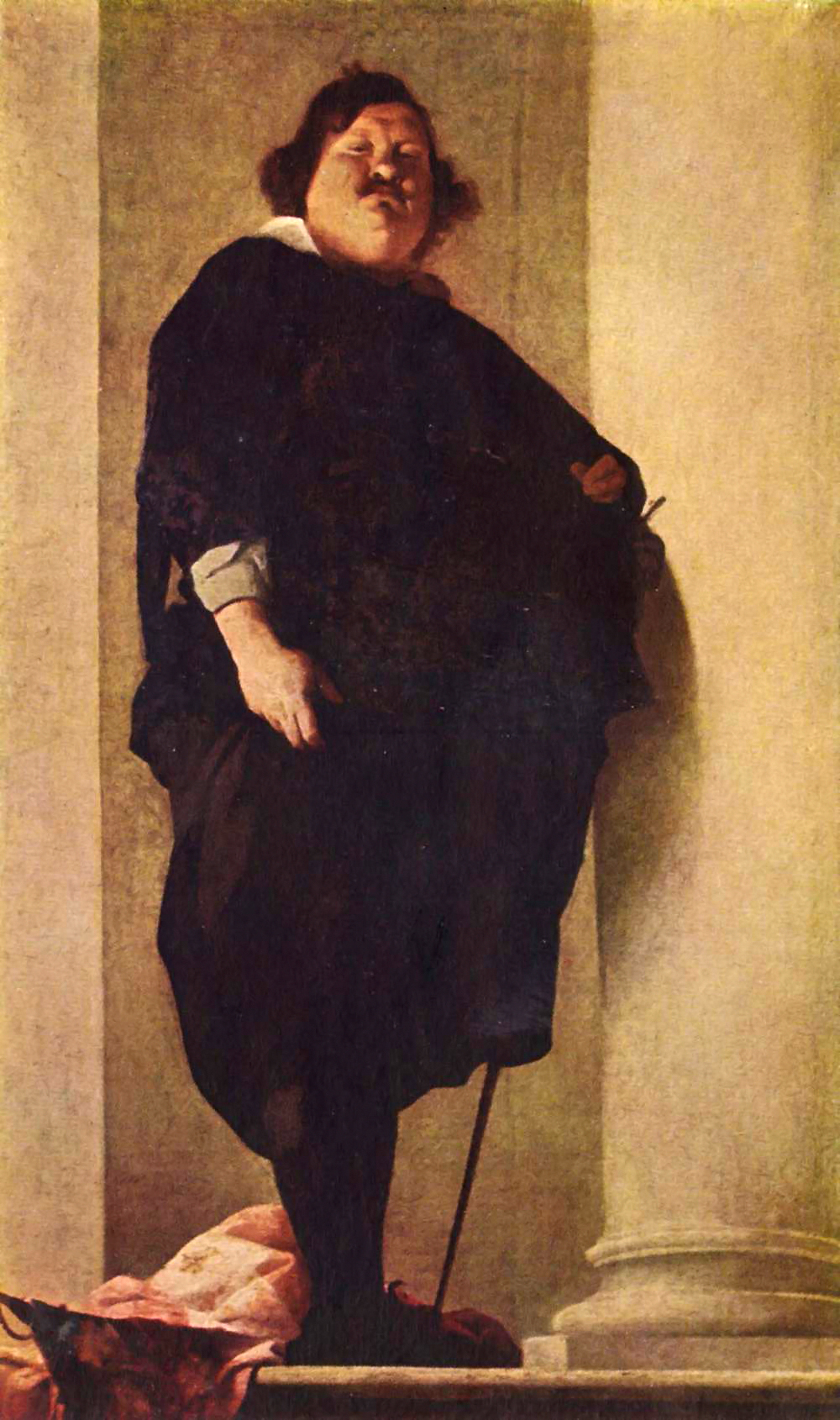
За часів Середньовіччя та Відродження ожиріння часто вважалося ознакою статку і було доволі поширене серед представників еліти: Товстий командувач найманців Алессандро дель Борро», приписується Шарлеві Меллену, 1645 р.

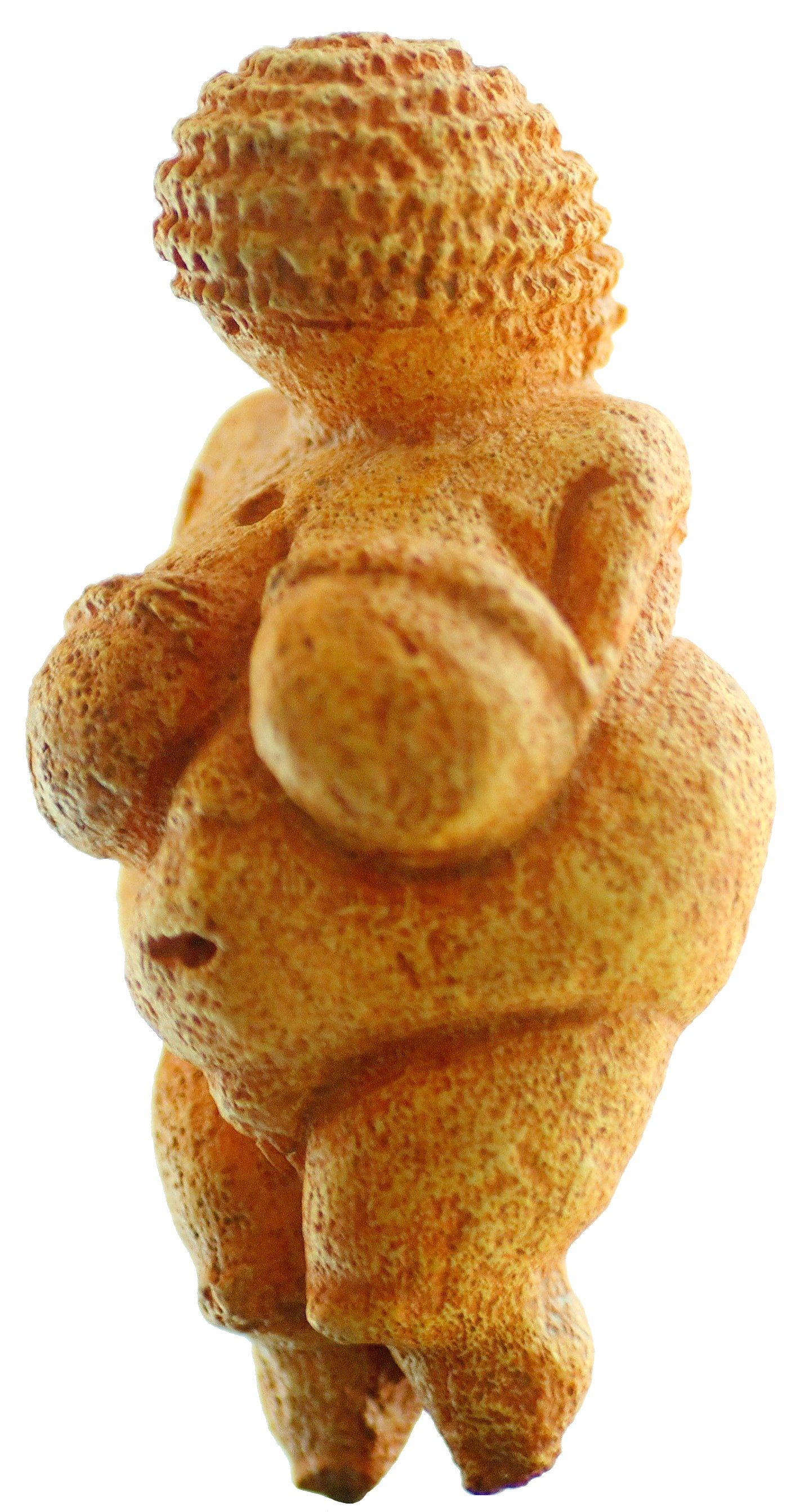
Венера Віллендорфська, яку було створено у 24 000–22 000 до н. е.

Греки були першими, хто визнав ожиріння порушенням здоров'я. Гіпократ написав, що «огрядність є не лише хворобою сама по собі, а ще й провісником наступних хвороб». Індійський хірург Шушрута (VI ст. до н. е.) пов'язував ожиріння з діабетом та хворобами серця. Він радив фізичну роботу для того, аби допомогти вилікувати ожиріння та його побічні ефекти. Протягом більшої частини історії людство боролося з нестачею їжі. Таким чином, ожиріння історично вважалося ознакою статку та процвітання. Воно було розповсюджено серед високопосадовців у Європі у Середньовіччі та за часів Відродження, а також у давніх цивілізаціях Східної Азії.
З початком промислової революції стало зрозуміло, що військова та економічна міць націй залежить від розміру тіла та сили їхніх солдатів та робочих. Підвищення середнього індексу маси тіла з такого, який зараз вважається індексом недостатньої ваги, до такого, який зараз є показником нормальної ваги, зіграло значну роль у розвитку індустріальних суспільств. Таким чином і зріст, і вага людини протягом XIX  століття у розвиненому світі зросли. Протягом XX століття, разом із досягненням людством максимуму свого генетичного потенціалу зросту, вага почала підвищуватися набагато більше, ніж зріст, результатом чого стало ожиріння. У 1950-ті роки підвищення статку у розвинених країнах знизило дитячу смертність, але підвищення маси тіла стало причиною того, що поширенішими стали захворювання серця та нирок.
За цей період страхові компанії зрозуміли зв'язок між вагою тіла та ймовірною тривалістю життя і підвищили страхові внески для людей, які страждають на ожиріння.
У багатьох культурах протягом усієї історії ожиріння вважалося результатом вади характеру. Персонаж, якого називали obesus або «товстий», у грецькій комедії був ненажерою та посміховиськом. За часів християнства їжу вважали провідником до гріхів ліноцтва та хтивості. У сучасній західній культурі надмірна вага вважається непривабливою, а ожиріння зазвичай асоціюється з різноманітними негативними стереотипами. Особи будь-якого віку можуть зіткнутися з суспільною стигматизацією, з них можуть знущатися або цуратися їх. Ожиріння знову є однією з причин для дискримінації.
У західному суспільстві розуміння стосовно того, якою має бути здорова вага тіла, відрізняється від того, яка вага вважається ідеальною — і обидва ці поняття змінилися від початку XX століття. Вага тіла, яку вважають ідеальною, стала нижчою з 1920-х років. Це може проілюструвати той факт, що середній зріст переможець конкурсу «Міс Америка» підвищився на 2 % за період з 1922 по 1999 рік, а вага зменишлася на 12 %. З іншого боку, уявлення про здорову масу тіла змінилося у зворотному напрямку — у Великій Британії вага, за якої людина вважатиме себе такою, що має ожиріння, була набагато вища у 2007 році, ніж у 1999. Причиною таких змін вважають те, що підвищення розповсюдженості ожиріння призводить до підвищення прийняття надмірної кількості жиру на тілі як норми.
Ожиріння все ще вважається ознакою статку і добробуту у багатьох частинах Африки. Це набуло особливої поширеності від початку епідемії ВІЛ.

### Мистецтво
Перші скульптурні зображення людського тіла, що з'явилися 25 000 — 35 000 років тому, зображують огрядних жінок. Дехто пояснює статуетки Венери тенденцією підкреслювати фертильність, тоді як інші вважають, що вони представляють «огрядність» людей того часу. Проте огрядність відсутня як у грецькому, так і у римському мистецтві, можливо, через їхні ідеали стриманості. Це продовжувалося протягом значної частини історії християнської Європи, коли тільки тих, хто мав низький соціально-економічний статус, зображували огрядними.
Протягом доби Відродження окремі представники вищого класу почали хизуватися своїми великими розмірами, як це можна побачити на портретах Генріха VIII та Алессандро дель Борро.Рубенс (1577—1640) регулярно малював на своїх картинах повних жінок, від чого походить вислів «рубенсовський». Проте ці жінки все ж таки зберігали пропорції «пісочного годинника», що, у свою чергу, пов'язано з фертильністю. У ХІХ столітті погляд на ожиріння у західному світі змінився. Після кількох сторіч, протягом яких ожиріння було синонімом статку та соціального статусу, бажаним стандартом почала вважатися стрункість.

## Суспільство та культура
У сучасному житті ожиріння може бути приводом для стигматування, хоча в минулому воно здебільшого, сприймалось як ознака багатства і родючості; в деяких країнах воно і досі так сприймається.

### Вплив на економіку
Окрім впливу на здоров'я людей, ожиріння призводить до багатьох інших проблем, включаючи невигідне становище при працевлаштуванні, та підвищує бізнесові видатки. Ці фактори впливу відчутні у всіх верствах суспільства від окремих осіб до корпорацій та урядів.
2005 року медичні витрати, пов'язані з ожирінням, у США було оцінено приблизно у 190,2 мільярдів доларів, або 20,6 % усіх видатків на медицину, тим часом як у Канаді витрати на ожиріння були оцінені у 2 мільярди канадських доларів 1997 року (2,4 % усіх медичних витрат). Загальні річні прямі витрати на лікування надмірної ваги та ожиріння в Австралії 2005 року склали 21 мільярд австралійських доларів. Австралійці, які мають надмірну вагу або ожиріння, також отримали 35,6 мільярдів австралійських доларів у вигляді урядових субсидій. Приблизний діапазон щорічних витрат на дієтичні продукти становить від 40 до 100 мільярдів тільки у США.
Було з'ясовано, що програми з попередження ожиріння зменшують витрати на лікування хвороб, пов'язаних з ожирінням. Проте, чим довше люди живуть, тим більше коштів на медичне обслуговування вони потребують. Тому дослідники роблять висновок про те, що зниження розповсюдження ожиріння може покращити здоров'я населення, але навряд чи зменшить загальний обсяг витрат на охорону здоров'я.

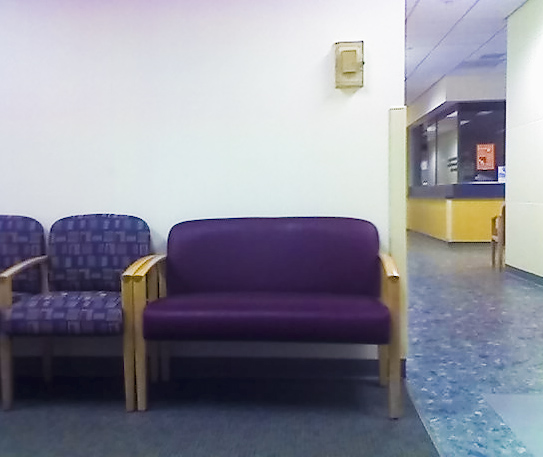
Різноманітні служби повинні забезпечувати осіб з ожирінням спеціальним обладнанням — наприклад, надаючи стільці, які набагато ширші за звичайні

Ожиріння може призвести до соціальної стигматизації та невигідного становища при працевлаштуванні. У порівнянні з їхніми колегами з нормальною вагою, працівники, які мають ожиріння, в середньому частіше пропускають роботу та беруть більше відпусток за станом здоров'я через інвалідність, таким чином підвищуючи витрати своїх працедавців та знижуючи продуктивність. Дослідження, яке вивчало працівників університету Дюк, з'ясувало, що люди з індексом маси тіла більше 40, подавали удвічі більше позовів для компенсації працівникам, які отримали травми на роботі, ніж ті, чий ІМТ був від 18,5 до 24,9. Вони також мали більш ніж у 12 разів втрачених робочих днів. Найбільш розповсюдженими видами травм у цій групі були такі, що пов'язані з падінням та підйомом предметів, через які страждали нижні кінцівки, зап'ястки, руки та спини. Комітет страхування робочих в американському штаті Алабама схвалив суперечливий план, згідно якого працівників, які мають ожиріння, зобов'язують сплачувати штраф у розмірі 25 доларів на місяць, якщо вони не вживуть заходів для того, аби зменшити власну вагу та покращити власне здоров'я. Цей план почав діяти у січні 2010 року і поширюється на тих, хто має ІМТ вищий, ніж 35 кг/м2 і хто не покаже жодного покращення у власному стані здоров'я протягом одного року.
Деякі дослідження показують, що у людей з ожирінням нижчі шанси отримати роботу та отримати підвищення. Людям, які страждають на ожиріння, за одну і ту саму роботу платять менше, ніж їхнім колегам, які ожиріння не мають. Жінки, які страждають на ожиріння, отримують у середньому на 6 %, а чоловіки — на 3 % менше.
У деяких індустріях — таких, як авіакомпанії, охорона здоров'я, харчування — ожиріння викликає особливе занепокоєння. Через підвищення рівнів ожиріння авіакомпаніям доводиться підвищувати витрати на пальне, а також стикатися з вимогами зробити сидіння ширшими. У 2000 році надмірна вага пасажирів, які мають ожиріння, коштувала американським авіакомпаніям 275 мільйонів. Індустрія охорони здоров'я була змушена інвестувати у спеціальне обладнання для того, щоби мати змогу приймати пацієнтів з надзвичайно високим ступенем ожиріння, включаючи спеціальне обладнання для підйому пацієнтів та баріатричні машини швидкої допомоги. Витрати ресторанів підвищуються через судові позови, які звинувачують їх у тому, що вони спричиняють ожиріння. У 2005 році Конгрес США обговорював законодавство, яке могло б запобігти судовим позовам, що стосуються ожиріння, проти індустрії харчування, але відповідний закон так і не був прийнятий.

### Прийняття розміру

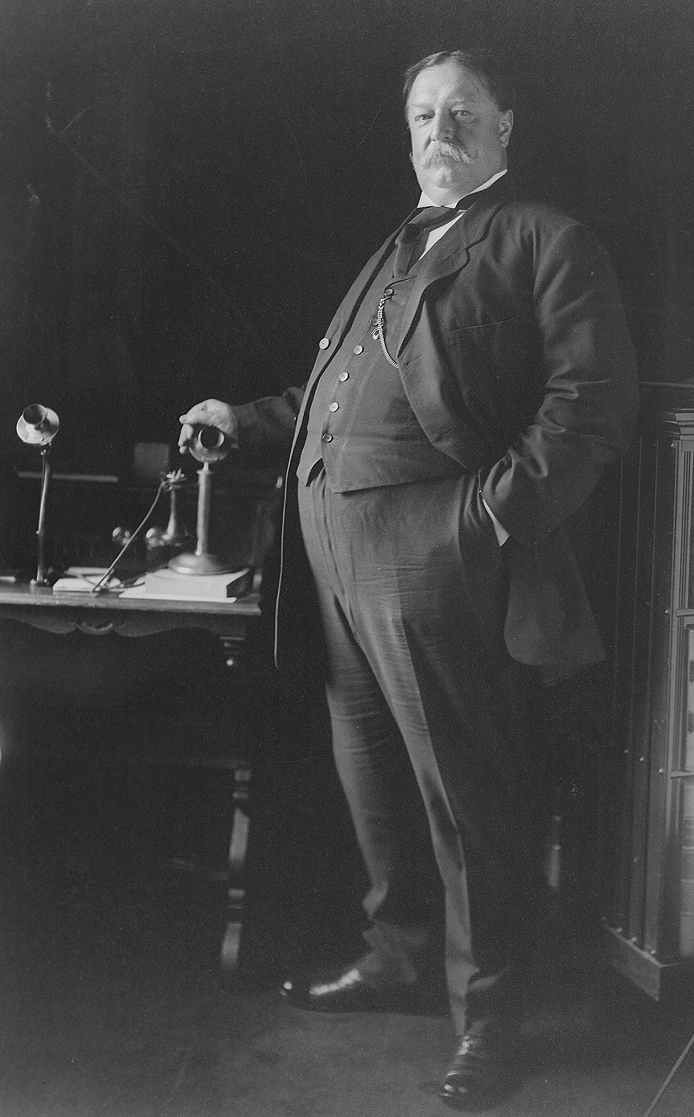
Президент США Вільям Говард Тафт часто був предметом насмішок через надмірну вагу

Принципова мета руху за прийняття розміру полягає у зменшенні дискримінації людей, що мають надмірну вагу і страждають від ожиріння. Однак, деякі члени руху також намагаються заперечити встановлений звʼязок між ожирінням і негативними наслідками для здоровʼя.
Існують організації, що сприяють прийняттю ожиріння. У другій половині ХХ сторіччя їхня кількість значно зросла. Американська Національна асоціація, що сприяє прийняттю гладких людей (NAAFA) була створена у 1969 році й називає себе організацією із захисту прав людини, що присвячує себе припиненню дискримінації за розміром. Однак активістський рух гладких залишається маргінальною течією.
Міжнародна асоціація із прийняття розміру (ISAA) — це недержавна організація (НДО), яка була заснована 1997 року. У неї більш глобальна орієнтація, і вона описує свою місію як таку, що сприяє прийняттю розміру і припиненню дискримінації на основі розміру людини. Ці групи часто вимагають визнання ожиріння інвалідністю відповідно до американського Закону про інвалідів (ADA). Однак американська правова система вирішила, що потенційні витрати системи охорони здоровʼя перевищують вигоди від поширення цього антидискримінаційного закону на ожиріння.

## Ожиріння дитинства
Межі здорового ІМТ, залежать від віку і статі дитини. Ожиріння у дітей і підлітків визначається як ІМТ більше 95 процентилів. Довідкові дані, на яких базуються ці процентилі, зібрані з 1963 до 1994 року і таким чином на них не впливає недавнє зростання рівню ожиріння. Ожиріння дитинства досягло епідемічних рівнів у XXI сторіччі, при цьому його рівні зростають як у розвинутих країнах, так і у країнах, що розвиваються. Рівень ожиріння серед канадських хлопчиків зріс з 11 % у 1980-х роках до 30 % у 1990-х роках, до того-ж у той самий проміжок часу рівень ожиріння зріс із 4 до 14 % серед бразильських дітей.
Як і у разі ожиріння серед дорослих, багато різних чинників впливають на зростання рівня ожиріння в дитинстві. Зміни у режимі харчування і зменшення фізичної активності вважаються двома з найбільш важливих факторів, що спричинили недавнє зростання рівню ожиріння. Оскільки ожиріння дитинства часто продовжується у дорослому віці й викликає численні хронічні хвороби, дітей, що страждають від ожиріння, часто перевіряють на наявність таких хвороб, як гіпертонія, діабет, гіперліпідемія та дистрофія печінки. Методики лікування, які застосовуються до дітей, охоплюють в основному зміни способу життя та поведінки, хоча заходи, спрямовані та підвищення активності дітей, майже не мали успіху. У Сполучених Штатах жодних ліків не схвалено FDA для використання в цій віковій групі.

## В тварин
Ожиріння у домашніх тварин поширене в багатьох країнах. Кількість собак з надмірною вагою та ожирінням у Сполучених Штатах складає від 23 % до 41 %, при цьому близько 5,1 % страждають від ожиріння. Рівень ожиріння у котів дещо вищий і становить 6,4 %. В Австралії рівень ожиріння у собак, що проходять ветеринарний огляд, сягає 7,6 %. Ризик ожиріння у собак пов'язаний із наявністю або відсутністю ожиріння у їхніх власників, однак такого зв'язку не спостерігалось між котами та їхніми власниками.